# 安芸津港
安芸津港（あきつこう）は、広島県東広島市安芸津町三津にある港湾。港湾管理者は東広島市。地方港湾。

## 歴史

### 風早の浦
古代8世紀頃、大和朝廷が畿内と大宰府を結ぶ海路を整備し、瀬戸内海に幾つか港が出来た。その際にこの地には「風早の浦」という港が整備された。この港の名が書かれたものに、万葉集の中に遣新羅使の中にいた一人が読んだ歌がある。
立ち込める風速の浦の霧を別れを嘆く妻の発するため息と重ねあわせ、その溜息の霧を身にまといたいという、作者の妻への思いを詠んだ歌である。祝詞山神社にはこの歌碑が建立されている。
現在、安芸津町風早やJR呉線風早駅など地名として残っている。その裏山にあたる保野山では毎年秋期に「万葉火」が焚かれる。

### 安芸津港
1951年に三津港として港湾指定を受け、1952年から広島県が管理者となり、2009年4月1日から東広島市が管理権限を譲り受けた。
2023年度から東広島市によるリニューアル工事が本格化し、緊急補修に着手するほか、バリアフリー化なども図られる。

## 航路
- 安芸津フェリー
  - 安芸津港 - 大西港（大崎上島）

## アクセス
- JR呉線安芸津駅から約200メートル（広駅方面 / 三原駅方面 観光列車etSETOraも停車）
- 芸陽バス[8] 安芸津駅 バス停 安芸津－西条線（JR山陽新幹線東広島駅・JR山陽本線西条駅・近畿大学方面）
- 東広島市コミュニティバス 安芸津 海風バス[9] 安芸津駅 バス停
- 国道185号（呉市方面 / 竹原市・三原市方面）
- 広島県道32号安芸津下三永線（東広島呉自動車道下三永福本IC、山陽新幹線東広島駅、国道2号西条バイパス方面）